# Bitskey család

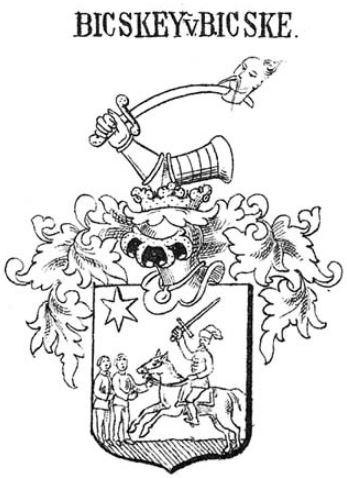
A bicskei Bitskey család címere (Siebmacher féle könyvből)

A (tápió)bicskei Bitskey család egy ősrégi Pest-Pilis-Solt-Kiskun vármegyei nemesi család, amely Tápióbicskén volt birtokos.

## A család története

### A középkor
A hagyomány szerint az tápióbicskei mocsárvilágban eltévedt IV. Béla magyar királyt, bicskei Bitskey András és fegyverhordozói igazították útba Buda felé. Erre utal a család címerében a Budát mutató csillag szimbóluma. A névadó Bykche-nemzetséget azon Árpád-kori, 1-2 falus kisbirtokos nemesek közé kell számítani, amelyeknek a birtoklása I. István magyar király idejében bizonyítottnak, vagy legalábbis valószínűnek látszik. Bykchét személynévként először egy 1275. évi birtokosztozkodással kapcsolatban Tápióbicskén találjuk, amely megöröklödött egy 1281. évben átírt oklevélben. Ez szerint a Bykche-nemzetség ősi szálláshelye a Tápió patak mellett lehetett, de a nemzetségnek Fejér megyében is volt szállásföldje. A honfoglaló nemzetségének volt egy nyári és egy téli szálláshelye, s a Tápió melletti zsombékos, téli szállást jól kiegészítette a Fejér megyei erdőségtől körülvett Bicske a maga tölgy erdei nyári legelőjével. Ekkor (1275-ben), Bitskey Ányás és Bitskey Paska édestestvérek éltek; tőlük származik a család két ága amely, a középkorban élt. Ányás dédunokája, Bitskey János (fl. 1275-1281) fia, Bitskey János (fl. 1341) fia, Bitskey István (fl. 1370-†1389), Pest vármegyei szolgabíró volt. Ennek az Istvának a fia, Bitskey Jakab (fl. 1390-1447) szintén Pest vm.-i szolgabíró volt. Ányásnak egy másik dédunokája, Bitskey István szolgabírónak az édestestvére, Bitskey Péter, akinek Erzsébet nevű feleségétől, született fia, Bitskey Zsigmond (fl. 1447-1449). Bitskey Zsigmondnak három fia született: Bitskey Gál (fl. 1492-1500), Bitskey Sebestyén (fl. 1492-1500) és Bitskey Boldizsár (fl. 1492-1500).
A 14. század közepétől a Bitskeyek egy birtokrészét a Pest megyei legnagyobb birtokossá vált főúri Rozgonyi család elfoglalta és birtokolta, de több évvel később, a Bicskey családnak sikerült visszaszerezniük az ősi jussukat. A 13. században még tekintélyes birtokokkal rendelkező Pest megyei nemzetségek a 14. századra vagy részben kihaltak, vagy részben visszaszorultak a feltörekvő új családokkal szemben. A Bicskey család, annak ellenére, hogy erős birtokmegtartó és szerző küzdelmű vágású volt, sosem sikerült a főúri rendbe kerülni. A család egyes tagjai, Bicskei Gergely kivételével, aki 1298 és 1303 között esztergomi érsek volt, szokásos megyei köznemesi pályát futottak be: 1364-ben „Bykcse-i” Vörös Mihály a megye ispánjának tekinthető alnádor, 1341-ben Bitskey János fia, János megyei esküdt volt. A fennmaradt adatok szerint szolgabíróként tevékenykedett a „Bykcse-i”-ek közül 1426-ban és 1437-ben Bitskey Jakab, 1465-ben Roland és 1472-ben Zolard.
Zalay Andrásnak, aki a korábban említett tápióbicskei Bitskey Boldizsárnak a leányát, Erzsébetet vette feleségül, azután birtoka után a Bicskey nevet vette fel; II. Lajos magyar király Bicskey Andrásnak Perényi Imre nádor 1516. március 3-án kelt oklevelét megerősítvén, újra nemességet és címert adományozott 1520. július 13.-án (A címerkép vadászjelenetet ábrázol, előtérben a királlyal, fején koronával, fehér lovon ülve.) Ez a Bitskey András azonban családjával együtt hamarosan kihal. Bitskey Gál (fl. 1492-1500) feleségétől, rádai Sajtos Zsófia asszonytól született két fia, Bitskey Boldizsár (fl. 1512) és Péter (fl. 1512) akik tovább vitték a családot. 1546-ban pedig Bicskey Boldizsárnak ugyancsak Boldizsár nevű fia ismert, aki 1559-ben már nem él.

### Az újkor
A Bitskey család az egyetlen földesúri família a Tápió-vidéken, amely az Árpád-kortól az 1848-as jobbágyfelszabadításig fennmaradt és birtokait megőrizte. A török idők során a Bitskey család tagjai átölelték a reformációt és áttértek a kálvinizmusra; a tápióbicskei református egyház az 1626-1629. években már fennállt. Bitskey Boldizsár fia, Bicskey Gáspár (fl.1638-1650), 1646-ban királyi emberként szerepelt. Özvegye, Bicskey Gáspárné Betes Katalin, 1657 és 1670 között még életben van és szerepel a családi pereskedésekben. Bitskey Gáspár fivére, ifjabb Bitskey András (fl. 1661–†1672), 1661-ben Kőrös mezőváros jegyzője, 1669 és 1672 között Pest-Pilis-Solt vármegyei esküdt volt, 1665-ben 32 évesnek mondják. 1672. április 26.-án még élt és tevékenykedett esküdtként, azonban 1672. június 17.-én már Bitskey András legidősebb fia, Bitskey Ferenc (fl. 1672-1696) vállalta a két öccsének, Bitskey Andrásnak (fl. 1672-1710) és Bitskey Istvánnak (fl. 1672-1710) a gyámságát és prokurátorságát. Bitskey Ferenc, István és András testvérekeken kívül volt egy lánya is ifjabb Bitskey Andrásnak, Bitskey Judit (fl. 1696-1737) asszony. Bitskey Judit első férje, nemes Kováts Benedek, majd halála után, a második ura, nemes Kováts András lett. Juditnak  első férjétől születtek fiai, nemes Kováts Péter és Mihály, a második urától, pedig származott nemes Kováts András és nemes Bárdy Gergelyné nemes Kováts Judit asszony. Bitskey István nőtlen és magtalanul hunyt el, Bitskey Ferencnek, pedig született egy István és egy Erzsébet nevezetű gyermeke.
A török idők alatt elnéptelenedett tápióbicskei települést a 18. században a Bichkey, Beleznay és Bárdy családok birtokolták. A török kiűzés után pedig több helyi nemesi birtokos család áttért a kálvinizmusról a katolicizmusra; ezek közül az utóbbi Bitskey András (fl. 1672-1710) gyermekei is: idősebb Bitskey József, idősebb Bitskey Ferenc, valamint idősebb Bitskey István is. 1732. december 26.-án idősebb Bitskey József (1694-1739), 1733. június 17.-én idősebb bicskei Bitskey István (1703–1773), tápióbicskei birtokos, és 1733. december 29.-én, idősebb Bitskey Ferenc tért át a kálvinizmusról. Idősebb Bitskey István első felesége, földeáki Návay Anna, földeáki Návay Pál és Borsos Erzsébet lánya, aki 1735-ben hozta világra egyetlenegy tőle származó fiát, Bicskey Mihályt. Bitskey István második feleségétől, nemes Csebi Katalin (1720–1797) úrnőtől 10 gyermeke született. A házaspár helyzete szokatlan volt, mivel amikor Csebi Katalin hozta világra az első gyermekét, az asszony már 27 éves volt, amikor az utolsó fia született pedig már 52 éves, és idősebb Bitskey István 69 éves volt. Gyermekei már a római katolikus felekezet szerint keresztelték meg; köztük, bicskei Bitskey Sebestyén (1764-1826), királyi kapitány, bicskei Bitskey Gábor (1756-†?), és bicskei Bitskey Abigail (1758-1846), aki a valkházi születésű Takács másképp Deák családból való nemes Takáts Ádám (1758-1812), tápióbicskei birtokosnak a házastársa volt. Bitskey Abigail és nemes Takáts Ádám 1785. május 5.-én Tápióbicskén kötöttek házasságot. Takáts Ádám leszármazottja volt Takács alias Deák György úrnak, aki 1694. szeptember 10.-én szerzett nemesi armális címereslevelet I. Lipót magyar királytól. Bitskey István és Csebi Katalin fia, Bitskey Gábor (1756-†?), 1789. február 3.-án Albertirsán feleségül vette nemes Várday Anna Klára (1768-†?) kisasszonyt, nemes Várday János lányát. Házasságukból 7 gyermek született, és közülük található: bicskei Bitskey Viktor (1790-1860); Bitskey Abigail (1792-1846), nemes Molnár Antal tápióbicskei iskola igazgatónak a házastársa; Bitskey Zsuzsanna (1794-†?), aki bicskei Bitskey József neje; Bitskey Sabina (1798-†?), aki bicskei Bitskey Mihály felesége; Bitskey Klaudiusz (1800-1836) (avagy magyarosan Bitskey Kolozs) volt. Bitskey Klaudiusz és Bitskey Mária leánya Bitskey Mária, aki 1849. január 9.-én férjhez ment nemes Markus Dániel úrhoz. 1813-ban, Takáts Ádámné Bitskey Abigail asszony perbe fogta fivéreit, Bitskey Sándort és Bitskey Sebestyént; végül 1813. január 8.-án végül megállapodásra jutottak és a tápióbicskei birtokon osztozkodtak. Özvegy nemes Takáts Ádámné Bitskey Abigail végül 1846 december 8.-án hunyt el Csépán, ahova korábban költözött egyik leányához, tarcsányi és szemerédi Tarcsányi Józsefné nemes Takáts Terézia (1797-1863) úrnőhöz.
A 18. században szintén élt egy másik ága a családnak; Bitskey Boldizsár fia, Bicskey András (1661-1672), Pest vármegyei esküdt fia, Bitskey Ferencnek született egy Bitskey István fia, aki feleségül vette Baranyay Ilona kisasszonyt. Bitskey István és Baranyay Ilona asszony házasságából több gyermek származott, köztük: Bitskey Sámuel (1721-?), Bitskey József, Bitskey Ferenc, Bitskey Mária, nemes Molnár Pálné, és ifjabb Bitskey István (1717-1792), szintén tápióbicskei birtokos, aki 1738. január 12.-én vette el Tápiószelén gyürki Gyürky Borbálát (1722-1792), a római katolikus szertartás szerint. Ifjabb Bitskey István és Gyürky Borbála frigyéből származott Bitskey Judit (1739-1815), nagyjeszeni Jeszenszky Józsefné, és Bitskey Mihály (1741-?), birtokos. Bitskey Mihály elvette nemes Hiemmer Erzsébet kisasszonyt; házasságukból több leszármazottja született, aki virágzott a modern korban.

### A modern kor
A római katolikus Bitskey József (c.1764-†?), közbirtokos, 1792. január 28.-án Tápióbicskén, feleségül vette az agostai vallású Leütner Borbálát (1775-?); a násznagyok nemes Takáts Ádám és bicskei Bitskey Antal voltak. Bitskey József és Leütner Borbála frigyéből született ifjabb bicskei Bitskey József (1799-?), birtokos, akinek a keresztszülei, nemes Takáts Ádám és felesége, bicskei Bitskey Abigail voltak. Bitskey József és Leütner Borbála gyermeke, Bitskey István (1810-†?), aki 1831. február 2.-án Tápióbicskén feleségül vette tornóczi Szalay Julianna (1815-†?) kisasszonyt, akinek a szülei tornóczi Szalay József (1782-1852), örkényi uradalmi ispán a gróf Grassalkovich családnál, tápióbicskei birtokos, és nemes Takáts Abigail (1795-1849) voltak; ennek a nemes Takáts Abigailnak a szülei pedig az korábban említett nemes Takáts Ádám és bicskei Bitskey Abigail voltak. Bitskey József és Leütner Borbála lánya, Bitskey Rebeka (1793-†?), 1830. február 4.-én Tápióbicskén házasságba lépett nemes Lovas Péterrel.
1822. november 17.-én Tápióbicskén ifjabb bicskei Bitskey József (1799-?), feleségül vette a nála 2 évvel idősebb nemes Ivanits Johanna kisasszonyt. 1856-ban, özvegy bicskei Bicskey Józsefné Ivanics Johanna szerepelt mint tápióbicskei birtokos. Bitskey József, tápióbicskei birtokos, és nemes Ivanits Johanna fia, Bitskey Gáspár (1824-1867), tápióbicskei közbirtokos, aki 1824. január 4.-én született Tápióbicskén. A tápióbicskeiek közül a legnagyobb katonai karriert az 1848-as szabadságharc alatt, bicskei Bicskey Gáspár futotta be: 1846-ban hadfi a Don Miguel gyalogezredben, az ezred gránátos-osztályával 1848 szeptemberétől Jellasics ellen harcolt, majd októberben a csapat csatlakozik a honvédsereghez, 1848 őszén őrmester, 1849 elején hadnagy, áprilisban főhadnagy a feldunai, illetve a VII. hadtestben a világosi fegyverletételig. 1849 októberében büntetésül besorozták a 25. gyalogezredhez, ahonnan 1852. augusztus 21.-én leszerelték. Bitskey Gáspár felesége, a vácszentmiklósi plébánián megkeresztelt nemes Vida Rozália Franciska (1834-?) asszony, akinek az atyja nemes Vida Mihály jegyző, és anyja Moczar Franciska volt; Bitskey Gáspár és Vida Rozália frigyéből született fia Gáspár. Bitskey József és Ivanits Johannának egy másik fia, bicskei Bitskey Kálmán (1829-1889), tápióbicskei birtokos, uradalmi tiszttartó, Pest megye bizottsági tagja. Bitskey Kálmán felesége, csépánfalvi Marschalkó Terézia (1829-1902) úrnő volt, aki két gyermekkel, ifjabb Bitskey Kálmán, és Bitskey Mária, áldotta meg őt.
Bitskey Mihály és nemes Hiemmer Erzsébet fia, Bitskey András (1780-?), birtokos, és Végh Katalin 1806. február 9.-én Tápióbicskén kötött házasságából származott Bitskey István (1812-?), birtokos. 1841. augusztus 5.-én Tápióbicskén, Bitskey István feleségül vette a távoli rokonát, bicskei Bitskey Terézia (1815-?) kisasszonyt, Bitskey Miklós és Czagany Terézia lányát. Bitskey István és Bitskey Terézia egyik fia, idősebb bicskei Bitskey Illés (1851-1943), Pest-PilisSolt-Kiskun vármegye szolgabírája, és törvényhatósági bizottságának a tagja, főjegyző, földbirtokos volt. Bitskey Illés neje, Lang Erzsébet (1860-1936) volt,  aki több gyerekkel áldotta meg őt, amelyek közül csak négy érte el a felnőttkort.
Bitskey István és Bitskey Erzsébet fia, Bitskey László (1799–†?), 1821. május 6.-án Tápióbicskén, feleségül vette Bitskey Lidia (1798–†?) kisasszonyt, Bitskey József és Leütner Borbála lányát. Bitskey László és Bitskey Lidia fia, Bitskey Sebestyén (1825–†?), 1850 december 25.-én kötött házasságot Bitskey Mária kisasszonnyal, aki Bitskey Alajos és Lieszkoszky Mária leánya volt. Bitskey Sebestyén és Bitskey Mária fia, Bitskey Sándor (1860–1899), huszár főhadnagy, Valkó község jegyzője volt.
Bitskey Péter és Lieszkovsky Anna fia, Bitskey Imre (1829–1879), Fót községének a jegyzője volt.

## A család kiemelkedő tagjai
- Bicskei Gergely (?–1303) választott esztergomi érsek (1298/1299–1303).
- Bitskey István (fl. 1370–†1389), Pest vármegyei szolgabíró.
- Bicskey Gáspár (fl.1638–1650), királyi ember.
- Bitskey András (fl. 1661–†1672), között Pest-Pilis-Solt vármegyei esküdt.
- Bitskey Sebestyén (1764-1826), királyi kapitány.
- Bitskey Gáspár (1824–1867), tápióbicskei közbirtokos, 1848-as főhadnagy.
- Bitskey Imre (1829–1879), Fót községének a jegyzője
- Bitskey Illés (1851–1943), Pest-Pilis-Solt-Kiskun vármegye szolgabírája, és törvényhatósági bizottságának a tagja, főjegyző, földbirtokos.
- Bitskey Sándor (1860–1899), huszár főhadnagy, Valkó község jegyzője.
- Bitskey Pál (1873–1943), dohány-nagyárus, a nagykátai római katolikus egyháztanács tagja, a Nemzetvédelmi Kereszt és több hadikitüntetés tulajdonosa.
- Bitskey Zoltán (1904–1988), Európa-bajnoki ezüstérmes magyar úszó.
- Bitskey Aladár (1905–1991), kétszeres Európa-bajnoki ezüstérmes úszó, főhadnagy.
- Bitskey Tibor (1929–2015), Kossuth- és kétszeres Jászai Mari-díjas magyar színművész, A Nemzet Színésze.
- Bitskey István (*1941.), Széchenyi-díjas magyar irodalom- és művelődéstörténész, egyetemi tanár, a Magyar Tudományos Akadémia rendes tagja.

## A család címere
Cimer (1520. július 13.): A címerkép vadászjelenetet ábrázol, előtérben a királlyal, fején koronával, fehér lovon ülve.